# Y todos arderán
Y todos arderán es una película española de terror dirigida por David Hebrero y protagonizada por los consagrados actores Macarena Gómez, Rodolfo Sancho, Ana Milán y Rubén Ochandiano, la novel Sofía García y con la participación de Fernando Cayo, Guillermo Estrella y Saturnino García. La película se estrenó en octubre de 2021 en el Festival de Cine de Sitges.

## Sinopsis
El mundo parece estar llegando a su fin. Ajena a este caos, María José (Macarena Gómez) lleva recluida más de diez años viviendo una pesadilla después de que su hijo Lolo se suicidase, harto del acoso escolar que recibía por su acondroplasia. Lista para marcharse de este mundo, decide ir a saltar por el mismo puente por el que se tiró su hijo cuando es interrumpida por Lucía, una misteriosa niña con la misma condición que su Lolo. María José se apiada de ella y decide ayudarla a buscar a sus padres para poco a poco descubrir que Lucía (Sofía García) no es una niña cualquiera y que ha sido enviada al pueblo con un propósito.

## Reparto
- Macarena Gómez como María José
- Sofía García como Lucía
- Maria Sancho como Maria
- Ana Milán como Tere
- Rubén Ochandiano como Juan
- Fernando Cayo como Honorio
- Saturnino García como Padre Gabriel
- Germán Torres como Padre Abelino
- Ella Kweku como Ari
- Guillermo Estrella como Toti
- Santiago Catalano como Vespi
- Raquel Lobelos
- Edu Hernández  como Agente Morcillo